# Тай дзи
Тай дзи (太極 – буквално „велика хоризонтална греда на покрив“, като най-високо, отдалечено място) или Велик предел е китайски космологичен термин за Великото крайно, последно, максимално, най-последно, най-крайно, най-далечно и т.н. състояние на недиференциран абсолют и безкрайна възможност в контраст на У дзи, тоест безкрайността. Тай дзи е познато в България и въобще на запад от Тайдзицюен.